# Матрица Мюллера
Матрица Мюллера (матрица рассеяния, поляризационная матрица или фазовая матрица) — математический оператор в теории рассеяния света, разработанный американским физиком Гансом Мюллером. Введен для описания взаимодействия произвольно поляризованного электромагнитного излучения, заданного вектором Стокса с рассеивающим объектом, поверхностью или элементом среды. Представляет собой матрицу с размерностью 4×4, которая преобразует вектор Стокса падающего света в вектор-параметр Стокса рассеянного излучения. 
Матрица Мюллера нашла широкое применение в различных прикладных областях оптики и классической электродинамики, например — в задачах решения волнового уравнения переноса излучения.